# Miesekjauratjah
Miesekjauratjah är en sjö i Jokkmokks kommun i Lappland och ingår i Luleälvens huvudavrinningsområde. Miesekjauratjah ligger i Pärlälvens fjällurskog Natura 2000-område.